# Femme Fatale (pel·lícula)
Femme Fatale és una pel·lícula de thriller eròtic del 2002 escrita i dirigida per Brian De Palma. Fou protagonitzada per Antonio Banderas i Rebecca Romijn-Stamos. Fou projectada fora de competició al 55è Festival Internacional de Cinema de Canes.
En el seu llançament, Femme Fatale va rebre crítiques diverses dels crítics de cinema i es va convertir en un fracàs de taquilla. No obstant això, des d'aleshores la pel·lícula ha estat millor rebuda per molts crítics i gradualment s'ha considerat com un clàssic de culte. Warner Bros. havia inclòs la pel·lícula al catàleg de la Warner Archive Collection. Al maig de 2022, Shout! Factory (sota llicència de Warner Bros) va llançar una edició especial Blu-ray de la pel·lícula.

## Argument
La lladre mercenària Laure Ash forma part d'un equip que executa un robatori de diamants al Festival de Cinema de Canes. Els diamants es troben en un conjunt d'or que porta la model Veronica, que acompanya el director de la vida real Régis Wargnier a l'estrena de la seva pel·lícula Est-Ouest. Laure sedueix a la Verònica per tal d'obtenir els diamants, durant el qual els seus còmplicies "Black Tie" i Racine li donen suport. No obstant això, el robatori es frustra i Laure acaba traïnt els seus còmplices i escapant a París amb els diamants. A París, una sèrie d'esdeveniments fan que Laure es confongui amb una parisenca desapareguda anomenada Lily que havia desaparegut recentment. Mentre Laure es banya en una banyera a casa de la Lily, la veritable Lily torna i se suïcida mentre Laure mira en secret, donant a Laure l'oportunitat de prendre la seva identitat definitivament, i ella abandona el país cap als Estats Units.
Set anys més tard, Laure (en la seva identitat de "Lily") ressorgeix a París com l'esposa de Bruce Watts, el nou ambaixador estatunidencà a França. Després d'arribar a França, un paparazzo espanyol anomenat Nicolas Bardo li fa una foto. La imatge es mostra per París, i Black Tie (que casualment ha sortit de la presó set anys després de ser detingut per l'atracament) veu la foto de Bardo mentre mata una dona, vista abans parlant amb Laure en un cafè, llançant-la en el camí d'un camió a gran velocitat. Amb Laure exposada als seus excòmplices venjatius, decideix incriminar a Bardo pel seu propi segrest (escenificat). Laure manipula en Bardo perquè segueixi amb el "segrest", i en el procés, inicien una relació sexual. La parella finalment es reuneix amb Bruce per a un intercanvi de rescat; Tanmateix, Bardo té una crisi de consciència a l'últim moment i saboteja l'operació. Com a represàlia, Laure executa tant en Bruce com en Bardo, només per ser sorpresa pels seus excòmplices després que la llençaran ràpidament d'un pont cap a la seva aparent mort.
En un gir argumental estès, la totalitat dels esdeveniments de la pel·lícula després que Laure entri a la banyera de la casa de la Lily es revela com un somni. En realitat, la Laure veu que Lily entra a casa com abans, però aquesta vegada la Laure impedeix que Lily es suïcidi. Set anys més tard, la Laure i la Verònica, que es revela que han estat parella durant tot el temps, parlen sobre l'èxit de la seva tàpera de diamants. Black Tie i Racine arriben buscant venjança, però són assassinats indirectament pel mateix camió que va matar Veronica en el somni de Laure. Bardo, presenciant tots aquests esdeveniments, es presenta a la Laure, jurant que l'ha conegut abans, ib Laure respon "Només en els meus somnis".

## Repartiment
- Rebecca Romijn com a Laure Ash / Lily Watts
- Antonio Banderas com a Nicolas Bardo
- Peter Coyote com a ambaixador Bruce Hewitt Watts
- Eriq Ebouaney com a Black Tie
- Édouard Montoute com a Racine
- Rie Rasmussen com a Verònica
- Thierry Frémont com a inspector Serra
- Gregg Henry com a Shiff
- Eva Darlan com a Irma
- Fiona Curzon com Stanfield Phillips

## Recepció

### Taquilla
La pel·lícula va ser un fracàs de taquilla, que va suposar menys que els seus costos de producció a tot el món.Va recaptar 6,6 milions de dòlars nacionals i 10 milions de dòlars internacionals per un total mundial de 16,8 milions de dòlars.
A Amèrica del Nord, la pel·lícula va funcionar molt bé a Nova York, Los Angeles, San Francisco, Toronto i Chicago, però també va tenir un paper feble a la part mitjana del país.
La pel·lícula va generar més de 19,66 milions de dòlars en lloguers de vídeos domèstics als Estats Units (significativament superior al brut de taquilla de la pel·lícula dels Estats Units).

### Recepció crítica
La pel·lícula va rebre crítiques diverses durant la seva estrena a les sales. La pel·lícula té una puntuació del 49% a Rotten Tomatoes basada en 137 ressenyes, amb una valoració mitjana de 5,5/10. El consens dels crítics del lloc web diu: "El thriller Femme Fatale està sobreescalfat, sense sentit i ximple."
Entre els crítics que van elogiar la pel·lícula hi havia A.O. Scott del The New York Times i Roger Ebert del Chicago Sun-Times, el darrer dels quals va donar una crítica de 4 estrelles i la va qualificar com una de les millors pel·lícules de De Palma. Scott va escriure: "Més d'un quart de segle després d'Obsessió, el seu homenatge febril a Vertigen (D'entre els morts), el Sr. De Palma segueix adorant al santuari d'Hitchcock, a més de lliurar-se a un bon tracte d'auto-homenatge. Voyeurisme, dobles, paranoia ambiental: els motius preferits del director desfilen davant nostre, juntament amb al·lusions i picada d'ullet a Vestida per matar, Doble cos i Impacte. Encara que no té la sensació espinosa i indagadora de la vulnerabilitat humana que va fer que aquestes pel·lícules fossin inquietants i emocionants, Femme Fatale és molt més absorbent i atractiva que la majoria dels thrillers laboriosos i sobrecarregats que els estudis produeixen aquests dies. Els seus girs argumentals descaradament il·lògics haurien d'avergonyir menys els cineastes amb tots els seus mecànics i poc interessants "finals sorpresa."
Ebert va escriure, "Astuta com una serp, Femme Fatale de Brian De Palma és un thriller sexy que s'enrotlla sobre si mateix en una decepció seductora. Això és cinema pur, elegant i relliscós. No m'he divertit tant endevinar una pel·lícula des de Mulholland Drive."
Als Stinkers Bad Movie Awards de 2002, la pel·lícula va rebre nominacions com a pitjor director (De Palma) i pitjor actriu (Romijn-Stamos, també per Rollerball). Romijn-Stamos va acabar guanyant el pitjor accent fals femení per a aquesta pel·lícula i Rollerball.
Des d'aleshores, Femme Fatale s'ha tornat a reviure als ulls de molts crítics. La pel·lícula ha desenvolupat des de llavors un estatus de culte entre els cinèfils.